# Isla Namhae
Isla Namhae (en coreano: 남해도) es el nombre de la isla principal, del condado de Namhae, en la costa sur de la provincia de Gyeongsang, en el país asiático de Corea del Sur. Es la quinta isla más grande de esa nación. Junto con la isla de Changseon, forma el condado de Namhae.
Está unida a la tierra firme por el puente Namhae.